# PAL

Az egyes analóg televíziós szabványok elterjedése

A Phase Alternating Line (am. fázist váltó sorok), rövidítve PAL a német Telefunken cég laboratóriumában kifejlesztett egyik analóg színes televíziós rendszer, melyet 1967-ben vezettek be. Kifejlesztője Walter Bruch volt.
A PAL-rendszer a színinformációt hordozó két (az R-Y, illetve B-Y színkülönbségi jelből képzett u, v) jelet az NTSC-rendszerhez hasonlóan egyidejűleg, kvadratúramodulációval viszi át. Az egyik színkülönbségi jel fázisát azonban sorról sorra 180 fokkal megváltoztatja. A vevőkészülékben az előző sorban érkezett színjelet egy soridővel (pontosabban 63,943 μs-mal) késleltetve együtt dolgozzák fel az adott sorban átvitt színjellel, így kiküszöbölhető az NTSC-rendszernél fellépő, a színsegédvivő fázishibás helyreállításából adódó színtorzítás. 
Napjainkban még mintegy 60 országban sugározzák ebben a rendszerben a televízióadásokat. Elsősorban az európai országokban terjedt el, de sokfelé használják. A PAL-szabvány szerint sugárzott kép 625 sorból áll (ebből azonban csak 575 sor alkotja magát a képet). A maximális horizontális felbontás (az egy sorra jutó képpontok száma) 768 pont. Az egy másodperc alatt megjelenített képkockák száma 25, ami tulajdonképpen 50 „fél-képkocka” sugárzását jelenti. Ez az ún. interlacing. (A tv először a páratlan sorszámú sorokat jeleníti meg, majd a páros sorszámúakat.) A két „félkép” eltérő mozgásfázist is tartalmazhat (élő közvetítések, sportesemények stb. esetén használatos), így másodpercenkénti 50 mozgásfázis megjelenítésére is van lehetőség. (Fejlett de-interlacing technikával ebből viszonylagosan jó minőségű 50p készíthető.)

## Változatok
Több fajtája is létezik a PAL-szabványnak, ezek csak kis mértékben térnek el egymástól:
- PAL-M: A PAL-szabvány Brazíliában használt változata. Inkább az NTSC-re hasonlít, mivel 525 képsort és másodpercenként 60 mezőt, 30 képkockát használ (képváltásszám).
- PAL-N: Franciaország, Argentína, Paraguay és Uruguay
- PAL-B: Belgium, Dánia, Finnország, Németország, Guinea, Hongkong, India, Indonézia, Olaszország, Malajzia, Hollandia, Norvégia, Portugália, Szingapúr, Spanyolország, Svédország, Svájc és Magyarország
- PAL-D: Kína és Észak-Korea
- PAL-G: Dánia, Finnország, Németország, Olaszország, Malajzia, Hollandia, Norvégia, Portugália, Spanyolország, Svédország, Svájc és Magyarország
- PAL-H: Belgium
- PAL-I: Hongkong és Nagy-Britannia